# Castelnau-Montratier
Castelnau-Montratier [kastɛlno mɔ̃ʁatje] est une commune française située dans le département du Lot, en région Occitanie.
Créée en 1793, elle fusionne en 2016 avec Sainte-Alauzie, pour former la commune nouvelle Castelnau-Montratier-Sainte-Alauzie, dont elle devient une commune déléguée. Le territoire communal passe ainsi d'une superficie de 73,06 km2 à 85,39 km2. La commune est renommée avec son nom d'origine Castelnau-Montratier le 1er janvier 2024.

## Géographie

### Localisation
La commune est limitrophe du département de Tarn-et-Garonne.
Les communes limitrophes sont  Cézac, Labarthe, Lendou-en-Quercy, Molières, Montfermier, Pern-Lhospitalet, Saint-Paul-Flaugnac, Sauveterre et Vazerac.
| Lendou-en-Quercy             | Cézac                      | Pern                          |
| Sauveterre (Tarn-et-Garonne) | Castelnau-Montratier       | Saint-Paul-Flaugnac           |
| Vazerac (Tarn-et-Garonne)    | Molières (Tarn-et-Garonne) | Montfermier (Tarn-et-Garonne) |

### Évolution du territoire
De 1793 au 31 décembre 2015, deux communes occupent le territoire actuel de Castelnau-Montratier : Castelnau-Montratier (46063) et Sainte-Alauzie (46248). Le 1er janvier 2016, ces deux communes fusionnent pour former la commune nouvelle de Castelnau Montratier-Sainte Alauzie et deviennent des communes déléguées de cette dernière. Le 1er janvier 2024, Castelnau Montratier-Sainte Alauzie est renommée Castelnau-Montratier.

### Climat
Pour des articles plus généraux, voir Climat de l'Occitanie et Climat du Lot.
En 2010, le climat de la commune est de type climat du Bassin du Sud-Ouest, selon une étude s'appuyant sur une série de données couvrant la période 1971-2000. En 2020, Météo-France publie une typologie des climats de la France métropolitaine dans laquelle la commune est exposée à un climat océanique altéré et est dans la région climatique Aquitaine, Gascogne, caractérisée par une pluviométrie abondante au printemps, modérée en automne, un faible ensoleillement au printemps, un été chaud (19,5 °C), des vents faibles, des brouillards fréquents en automne et en hiver et des orages fréquents en été (15 à 20 jours).
Pour la période 1971-2000, la température annuelle moyenne est de 12,5 °C, avec une amplitude thermique annuelle de 15,7 °C. Le cumul annuel moyen de précipitations est de 849 mm, avec 9,6 jours de précipitations en janvier et 6,2 jours en juillet. Pour la période 1991-2020, la température moyenne annuelle observée sur la station météorologique la plus proche, située sur la commune de Montcuq-en-Quercy-Blanc à 14 km à vol d'oiseau, est de 13,4 °C et le cumul annuel moyen de précipitations est de 830,2 mm,. Pour l'avenir, les paramètres climatiques de la commune estimés pour 2050 selon différents scénarios d’émission de gaz à effet de serre sont consultables sur un site dédié publié par Météo-France en novembre 2022.

## Urbanisme

### Typologie
Au 1er janvier 2024, Castelnau-Montratier est catégorisée commune rurale à habitat très dispersé, selon la nouvelle grille communale de densité à sept niveaux définie par l'Insee en 2022.
Elle est située hors unité urbaine. Par ailleurs la commune fait partie de l'aire d'attraction de Cahors, dont elle est une commune de la couronne,. Cette aire, qui regroupe 78 communes, est catégorisée dans les aires de 50 000 à moins de 200 000 habitants,.

### Voies de communication et transports
La desserte de la commune est assurée par la ligne d'autocar 880 du réseau régional liO, permettant de rejoindre la gare de Cahors.

### Risques majeurs
Le territoire de la commune de Castelnau Montratier est vulnérable à différents aléas naturels : météorologiques (tempête, orage, neige, grand froid, canicule ou sécheresse), inondations, feux de forêts, mouvements de terrains et séisme (sismicité très faible). Un site publié par le BRGM permet d'évaluer simplement et rapidement les risques d'un bien localisé soit par son adresse soit par le numéro de sa parcelle.
Certaines parties du territoire communal sont susceptibles d’être affectées par le risque d’inondation par débordement de cours d'eau, notamment le Lemboulas, la Barguelonne, la Lupte et le Lendou. La cartographie des zones inondables en ex-Midi-Pyrénées réalisée dans le cadre du XIe Contrat de plan État-région, visant à informer les citoyens et les décideurs sur le risque d’inondation, est accessible sur le site de la DREAL Occitanie. La commune a été reconnue en état de catastrophe naturelle au titre des dommages causés par les inondations et coulées de boue survenues en 1982, 1989, 1990, 1993, 1996, 1999 et 2018,.
Castelnau Montratier est exposée au risque de feu de forêt. Un plan départemental de protection des forêts contre les incendies a été approuvé par arrêté préfectoral le 30 novembre 2015 pour la période 2015-2025. Les propriétaires doivent ainsi couper les broussailles, les arbustes et les branches basses sur une profondeur de 50 mètres, aux abords des constructions, chantiers, travaux et installations de toute nature, situées à moins de 200 mètres de terrains en nature
de bois, forêts, plantations, reboisements, landes ou friches. Le brûlage des déchets issus de l’entretien des parcs et jardins des ménages et des collectivités est interdit. L’écobuage est également interdit, ainsi que les feux de type méchouis et barbecues, à l’exception de ceux prévus dans des installations fixes (non situées sous couvert d'arbres) constituant une dépendance d'habitation.
Les mouvements de terrains susceptibles de se produire sur la commune sont des éboulements, chutes de pierres et de blocs, des glissements de terrain et des tassements différentiels.
Le retrait-gonflement des sols argileux est susceptible d'engendrer des dommages importants aux bâtiments en cas d’alternance de périodes de sécheresse et de pluie. 99,9 % de la superficie communale est en aléa moyen ou fort (67,7 % au niveau départemental et 48,5 % au niveau national). Sur les 1 220 bâtiments dénombrés sur la commune en 2019, 1 220 sont en aléa moyen ou fort, soit 100 %, à comparer aux 72 % au niveau départemental et 54 % au niveau national. Une cartographie de l'exposition du territoire national au retrait gonflement des sols argileux est disponible sur le site du BRGM,.
Par ailleurs, afin de mieux appréhender le risque d’affaissement de terrain, l'inventaire national des cavités souterraines permet de localiser celles situées sur la commune.
Concernant les mouvements de terrains, la commune a été reconnue en état de catastrophe naturelle au titre des dommages causés par la sécheresse en 1989, 1995, 1997, 2012 et 2017, par des mouvements de terrain en 1999 et 2013 et par des glissements de terrain en 1996.

## Toponymie
Par un décret du 18 octobre 2023, la commune de Castelnau Montratier-Sainte Alauzie change de nom officiellement le 1er janvier 2024 et devient Castelnau-Montratier.

## Histoire
La commune nouvelle regroupe les communes de Castelnau-Montratier et de Sainte-Alauzie, qui deviennent des communes déléguées, le 1er janvier 2017.
Son chef-lieu se situe à Castelnau-Montratier.

## Politique et administration

### Liste des maires

#### Période 1793-2016 (anciennes communes de Castelnau-Montratier et Sainte-Alauzie)
Les listes des maires des anciennes communes dont les territoires fusionnés constituent celui de l'actuelle commune peuvent être consultées sur les articles respectifs : Castelnau-Montratier et Sainte-Alauzie.

#### Période 2016-2023 (ancienne commune de Castelnau-Montratier-Sainte-Alauzie)
| Période      | Période  | Identité        | Étiquette | Qualité                              |
| ------------ | -------- | --------------- | --------- | ------------------------------------ |
| janvier 2017 | 2020     | Patrick Gardes  | DVG       |                                      |
| 2020         | En cours | Dominique Marin | DVG       | Conseiller départemental depuis 2021 |

#### Période 2024 à aujourd'hui (commune de Castelnau-Montratier)
| Période | Période  | Identité        | Étiquette | Qualité                              |
| ------- | -------- | --------------- | --------- | ------------------------------------ |
| 2024    | En cours | Dominique Marin | DVG       | Conseiller départemental depuis 2021 |

## Population et société

### Démographie

#### Période 1793-2016 (anciennes communes de Castelnau-Montratier et Sainte-Alauzie)
La démographie des anciennes communes peut être consultée sur les articles respectifs : Castelnau-Montratier et Sainte-Alauzie.

#### Période 2016-2023 (ancienne commune de Castelnau-Montratier-Sainte-Alauzie)
L'évolution du nombre d'habitants est connue à travers les recensements de la population effectués dans la commune depuis sa création.

En 2022, la commune comptait 1 827 habitants, en évolution de −3,94 % par rapport à 2016 (France hors Mayotte : +2,11 %).
| 2014  | 2015  | 2020  | 2022  |
| ----- | ----- | ----- | ----- |
| 1 940 | 1 926 | 1 836 | 1 827 |

## Culture locale et patrimoine

### Lieux et monuments
- Église Saint-Georges de Russac. L'édifice est inscrit au titre des monuments historiques en 1925[25].
- Église Saint-Martin de Castelnau-Montratier.
- Église Notre-Dame-de-l'Assomption de Boisse.
- Église Sainte-Eulalie de Sainte-Alauzie[26].
- Église Saint-Anthet de Saint-Anthet[27]. La peinture monumentale et le tabernacle sont référencés dans la base Palissy.
- Église Saint-Aureil de Saint-Aureil[28].
- Église Notre-Dame-de-l'Assomption de Gani[29].
- Église Saint-Privat de Saint-Privat de Brettes[30].
- Église Notre-Dame-de-l'Assomption de Thezels[31].
- Église Saint-Pierre-et-Saint-Paul de Tandy[32].
- Église Saint-Benoît de Lacabrette.
- Église Saint-Vincent de Saint-Vincent[33].
- Château de Castelnau-Montratier inscrit au titre des monuments historiques en 1924[34].
- Hôtel de ville de Castelnau-Montratier inscrit au titre des monuments historiques en 1971[35].
- Ruines gallo-romaines du Souquet inscrites au titre des monuments historiques en 2000[36].

### Personnalités liées à la commune
- Léopold Limayrac (1819-1887), homme politique né et décédé à Castelnau-Montratier, député du Lot de 1871 à 1876.